# 王翀 (1457年)
王翀（1457年—？年），字廷鳳，四川潼川州遂寧縣人，民籍，明朝政治人物。

## 生平
四川鄉試第二十八名舉人。弘治六年（1493年）中式癸丑科二甲第八十五名進士。

## 家族
曾祖王應貞；祖父王翼；父王大韶，母苟氏。